# Bruine mospalpmot
De bruine mospalpmot (Bryotropha desertella) is een vlinder uit de familie tastermotten (Gelechiidae). De wetenschappelijke naam is voor het eerst geldig gepubliceerd in 1850 door Douglas.
De soort komt voor in Europa.